# Don't Doubt Your Wife
Don't Doubt Your Wife er en amerikansk stumfilm fra 1922 af James W. Horne.

## Medvirkende
- Leah Baird som Rose Manning
- Edward Peil Sr som John Manning
- Emory Johnson som Herbert Olden
- Mathilde Brundage som Mrs. Evanston
- Katherine Lewis som Marie Braban